# Barraca del camí del Corral del Fortuny XIII
La Barraca del camí del Corral del Fortuny XIII és una obra del Pla de Santa Maria (Alt Camp) inclosa a l'Inventari del Patrimoni Arquitectònic de Catalunya.

## Descripció
És una barraca de planta rectangular, protegida del vent de dalt mitjançant un paravents en el que hi ha obrada una menjadora. La cornisa està acabada amb pedres col·locades al rastell i la coberta de pedruscall està coronada per un airós caramull o cimadal. La seva façana principal mesura 2'50m d'alçada per 6'17m d'amplada. El seu portal d'arc rebaixat mesura 1'64m d'alçada per 0'93m d'amplada. Les seves mides interiors són 2'20 de fondària per 3'15m d'amplada. Té una alçada màxima de 2'63m. A la seva part posterior hi té obrada una escala per accedir a la coberta, actualment força malmesa.